# Shenzhou 4
Shenzhou 4 – czwarty lot kosmiczny statku typu Shenzhou.
Lot rozpoczął się 29 grudnia 2002 o godz. 16.40 UTC. Lądowanie nastąpiło 5 stycznia 2003. Na pokładzie znalazło się wszystko, czego potrzebowaliby kosmonauci, z żywnością włącznie. W kabinie pojazdu znajdował się manekin ubrany w skafander kosmiczny i testowane były systemy podtrzymywania życia. Sukces tego lotu dał zielone światło dla długo wyczekiwanego pierwszego lotu załogowego.